# Rohff
Housni Mkouboi, conegut com a Rohff, (Antananarivo, 15 de desembre de 1977) és un raper franco-comorí.
Rohff ha publicat nou àlbums d’estudi des del 1999; les seves vendes acumulades ascendeixen a més de 1.700.000 registres. També ha venut més de 1.600.000 senzills, inclosos 800.000 d'un dels grans èxits del 2002 a França, Qui est exemple? Considerat un dels rapers francesos més grans de la seva generació, també és membre de la K'1 Fry Mafia.
Va publicar el seu primer disc, El codi d’honor, el desembre de 1999, que incloïa el títol Génération sacrifiée. Publicat el 2001, el seu segon disc, La Vie avant la mort, va vendre més de 275.000 còpies (disc d’or certificat); és l'àlbum més venut de la seva carrera. El 2008, Rohff va publicar el seu cinquè àlbum, Le Code de l'horreur. Tot i que els seus dos treballs anteriors eren àlbums dobles, ha tornat a un format d’àlbum únic per a aquest. Des de la primera setmana, Le Code de l'horreur va obtenir l’or certificat amb 58.400 exemplars venuts; va establir així un rècord de rap francès des de la dècada de 2000. Posteriorment va aconseguir la puntuació de 200.000 còpies. L'àlbum és especialment elogiat per la crítica. Housni torna el 2010 amb el seu sisè opus, La Cuenta; Relativament apreciat per la crítica, està certificat en or i ha venut 80.000 exemplars. Després de tres anys d’absència, el raper Vitriot va tornar el 2013 amb el seu setè disc: P.D.R.G. Es tracta de nou d’un àlbum doble, el tercer de la seva carrera. L’opus ofereix en particular Dounia, cançó sense cor d’uns vuit minuts en què dona la seva visió del món, com acostuma a fer des de la cançó Génération sacrifiée, sobre El codi d’honor. P.D.R.G. ven 37.000 exemplars la primera setmana.

## Biografia

### Joventut i inicis
Els pares de Housni es separen després de donar a llum a tres nois (Housni, Jalloud i Ikbal). La seva mare va marxar a buscar feina a França. Housni va passar els primers anys de la seva vida amb els seus dos germans i la seva àvia a Mbéni, al nord de la Gran Comore. El 1985, als set anys, es va unir a la seva mare a França a Saint-Ouen (Sena-Sant-Denis).
Quan va arribar a França, només parlava el comorí (shikomori), l'idioma del grup suahili que incloïa préstecs de l'àrab. Farà grans esforços per aprendre francès: “He redoblat els meus esforços per aprendre francès. Estic lligat a aquest llenguatge. Integra l'escola en una classe d’actualització.
Després de Saint-Ouen, es va traslladar a Asnières-sur-Seine a Hauts-de-Seine i després va passar un any a Ulis a Essonne. Els seus germans petits se li van unir el 1989; la família es va instal·lar llavors a Vitry-sur-Seine, a Cité Robespierre (Val-de-Marne). Housni va descobrir Vitry-sur-Seine als 11 anys quan es va traslladar al mateix edifici que Mokobé. El futur membre de 113 es converteix en el seu millor amic; influeix molt en Housni fent-lo escoltar diversos sons de hip-hop, hard-pop o fins i tot hightop.
Destaca com a bon estudiant fins a l’adolescència i després recull: “Vaig fer els 400 trets, però mai vaig anar massa lluny. La meva cultura comoriana sempre m’ha permès recuperar-me en el temps. Es veu a si mateix com un cas social, seguit d'un educador que "tenia pipa, bifocals, botes de gegant verd", i a qui va llançar galledes d'aigua per la finestra per evitar que entrés. Després va voler fer cursos per correspondència per aprovar el batxillerat: “Simplement vull cultivar-me. Podria haver passat al segon general i vaig anar a BEP. Un assessor de desorientació em va dir que en la fabricació de calderes es podien guanyar 10.000 francs al mes. Estructura metàl·lica BEP, no era cosa meva. Cada matí, la professora et donava un cop de puny per veure si portaves les sabates de seguretat. "
Se sent força atret pel rap, molt influït pel rap americà, en particular artistes com Tupac, Dr. Dre o Notorious B.I.G. Va agafar el micròfon per primera vegada als 14 anys, al centre juvenil de la seva ciutat. El Val-de-Marne és llavors un brou de cultiu per a músics que acullen diversos grups de rap però també de ragga. Rohff segueix el seu exemple mentre es queda aferrat al carrer. El jove Housni deixa sovint el seu sector, coneixent així rapers d'altres districtes, com Rim'K i Ap du 113, a la ciutat de Camille Groult, a Vitry-sur-Seine. Continuant escrivint i rapant, va conèixer a Manu Key i Kery James a Choisy-le-Roi i Orly; junts van fundar el col·lectiu Union, que més tard es va convertir en la màfia K'1 Fry. Rohff passa el seu temps escrivint a l'estudi quan no passa el carrer amb el seu col·lectiu. Adopta com a àlies ROHFF (acrònim de "Rimeur Original Hardcore Flow Fluide", després de "Offensive Rimeur Honoring Substance and Form"). Escriu textos comesos contra l’Estat, el sistema, la policia. "La meva mare, es trobava amb les meves llibretes quan netejava la casa i es deia a si mateixa:" De què parla el meu fill? ". Estava orgullosa de poder dir que no em faltava res. Vaig escriure que tenia problemes per pagar la llum. Per tant, se sentia límit indigne. "
Rohff és pare de quatre fills.

### El Codi d’Honor (1998-2000)
El 1998, l'artista va participar en la barreja de premières Classe, amb el títol On fait les choses, al costat dels Nèg 'Marrons, Mystik i Pit Baccardi. Comença a donar-se a conèixer a un públic més ampli. Aquest tema marca la seva primera aparició en un videoclip. Membre de la màfia K'1 Fry, un col·lectiu de rapers de Val-de-Marne compost entre d'altres per Kery James, Untouchable i 113, participa a l'EP del col·lectiu, Légendaire, publicat el 1999. També treballa en la producció del seu primer àlbum en solitari, The Code of Honor, que es publicarà a finals del 1999 amb el segell Phenomena Records (segell TIN, membre del grup Expression Direkt). El Codi d’Honor es convertirà en un clàssic del rap francès amb títols com Appelle-moi Rohff, Catastrohff, Skyrohff, Rohff Vs Etat, Génération sacrifiée, Du fond du cœur, Les nerves à vives o Manimal. Hi participen diversos altres membres de la màfia K'1 Fry com Karlito, Intouchable, 113 i OGB. Es van retirar algunes peces, inclosa una amb Oxmo Puccino i Kery James. El disc acabarà per vendre més de 10.000 còpies de forma independent, sense promoció i sense suport de ràdio. La bona rebuda rebuda per The Code of Honor permet al raper signar amb el segell Hostile Records pel seu segon disc.

### La vida abans de morir (2001-2003)
Rohff va publicar l'octubre de 2001 The Life Before Death, que va aconseguir èxit comercial en vendre més de 175.000 exemplars. Diversos títols s’emeten en rotació intensiva per ràdios nacionals (NRJ, Fun Radio, Skyrock): TDSI, Mirror, mirror o fins i tot 5.9.1 amb Assia, que es publiquen com a senzills. Gràcies al single Qui és l'exemple? (primavera de 2002), en un duet amb Kayliah, es va fer conegut pel gran públic. Aquest títol serà un dels majors èxits de l'any 2002 a França: es manté diversos mesos en el primer lloc de vendes amb més de 800.000 còpies venudes i obté dues nominacions als NRJ Music Awards 2003. Aquesta cançó també permet a Kayliah, que canta el cor, per donar-se a conèixer a la comunitat RnB13. Diversos temes d’aquest àlbum es consideren [per qui?] Com a clàssics: des de títols punyents Sensation brave o Jeu de la mort fins a pistes d’observació tristament realista sobre la societat i la vida als suburbis com Creuset 2 canalla o El mateix barri, a través de cançons tractant de la naturalesa humana com SSEM o Mirror, mirror. Sense oblidar les cançons que s’han convertit en himnes de gueto com Darwah, Le bitume chante (amb la màfia K’1 Fry) o la molt virulenta V, que respon als abusos de la policia.
Hi ha un misteri sobre el desè títol de Life Before Death: quan es va publicar originalment, la desena cançó de l'àlbum es titulava V, en què Rohff critica la policia pel seu abús de poder i els seus mètodes sovint musculars [ref. necessari]. El maig de 2002, Rohff va col·laborar amb el DJ Abdel i Oliver Cheatham per a la pista (i el clip) Get Down dissabte al vespre, en la compilació À L'Ancienne Vol. II a càrrec del DJ Abdel. El juny del 2002, mentre l'àlbum es reafirmava als prestatges, el títol V ... va desaparèixer del tracklist, substituït per Get Down el dissabte a la nit. Això es deu a la censura de V per part del CSA. Avui, la primera edició del disc on apareixia la cançó V s’ha fet molt rara. Per a aquest àlbum, Rohff havia demanat a Booba que aparegués al títol Cru (també amb Rim'K de 113), però la cançó mai no es va publicar a causa d'un desacord entre els segells Hostile i 45 Scientific (el de Booba en aquell moment). El 2003, Rohff va signar un nou clàssic del rap francès, À bout porter, a la compilació Fat taf.

### L'orgull dels nostres (2004)
El 21 de juny de 2004, Rohff va publicar el seu tercer àlbum en solitari: La Fierté des nôtres. Aquest àlbum doble (trenta títols) està certificat com a disc d'or. Després de la nominació de La Vie avant la mort als Victoires de la musique 2005 a la categoria "Àlbum de rap / hip-hop / RnB de l'any", Rohff reapareix amb un nou disc igual d’impacte. Una trentena de títols del programa amb Kayna Samet, Kery James, Expression Direkt, Admiral T i Wallen; l'àlbum està barrejat pel prolífic Richard "Segal" Huredia.

## Influències

### Musicals
Rohff està molt influït per l'escena hip-hop dels anys vuitanta i noranta, tot i haver escoltat molts artistes de l'escena del rap de la costa est com The Notorious BIG, LL Cool J, el grup de rap Gang Starr o Public Enemy, el seu estil musical. i les influències són molt similars al rap de la costa oest de Califòrnia. Com a referències podem destacar Eazy-E, 2pac, Outlawz, Dr. Dre o Spyce one.
Rohff també es va embarcar en el rap sota la influència de Val-de-Marne, un departament molt marcat per l'escena del rap però també del ragga, amb artistes com Lionel D, Little MC, tímid i descarat, Doudou Masta, Rud Lion o fins i tot l’oncle David.
Pel que fa als sons, Rohff és força eclèctic en cadascun dels seus àlbums, que poden fer exercici en electro com podem veure amb cançons com TDSI i Animal o en brut, amb, per exemple, cançons com cançons com In my Galaxy o La Violence, o més recentment el parany. En la majoria dels seus àlbums, les produccions manlleven sons de l'escena hip-hop californiana, especialment en el seu vuitè disc The Rohff Game.

### Cinematogràfiques
Tot i que l’univers de Rohff es caracteritza principalment per les influències de la costa oest i la cultura del rap del seu departament, també està dotat d’influències i referències cinematogràfiques, sent les més omnipresents les de Scarface. A pràcticament tots els àlbums del raper de Vitry-sur-Seine, podem trobar picades d’ullet i referències a la pel·lícula de culte de Brian De Palma, Interludis al final de certes cançons, on Rohff imita l’accent de Tony Montana, amb punchlines o trucs extrets de la pel·lícula, "Quan bufes un gram, és pic i pic i colegram", va dir Rohff a la introducció de Fils à pap, o "la meva veu està feta d'or, no canta aquesta merda" a The club of metaphors o Rohff remescla la famosa línia de Tony Montana: "Les meves mans estan fetes per a l'or i estan a la merda".
A més de Scarface, podem destacar multitud de pel·lícules vinculades al món del bandolerisme, com ara El padrí (el seu setè disc P.D.R.G es deia originalment Padre du Rap Game) o La Cité de Dieu. També podem veure l’actor interpretant el paper de Zé pequeno al single Zone Internationale de l’àlbum La Fierté des nôtres.

## Col·laboracions
Rohff col·labora amb molts artistes per als seus projectes i altres projectes externs, com Lino, Kery James, Intouchable, Alibi Montana, Sefyu, Kamelancien, Lacrim, Niro, La Fouine, Mac Tyer i Mac Kregor (Tàndem), Wallen, Kayna Samet, Amel Bent, Mike Lucazz, Rim'K, Mokobé, Manu Key, Naps, TLF, Zaho, Indila, Jena Lee, Six o fins i tot L-Kaiss, però també artistes nord-americans com Lumidee i Pharrell Williams. Fins i tot convida el jugador de futbol Karim Benzema a venir a gravar a la seva cançó Fais moi la passe.

## Discografia
- 1999: Le Code de l'honneur
- 2001: La Vie avant la mort
- 2004: La Fierté des nôtres
- 2005: Au-delà de mes limites
- 2008: Le Code de l'horreur
- 2010: La Cuenta
- 2013: P.D.R.G.
- 2015: Le Rohff Game
- 2018: Surnaturel
- 2021: Grand Monsieur

## DVD
- 2009: Zénith Classics (concert/live) premier DVD de l'artiste (réalisé par François Goetghebeur)

## Filmografia

### Cinema
- 2003 : Si Tu Roules Avec la Mafia K'1 Fry (documentaire) avec Kery James, Mokobé, Demon One, Jessy Money.. : lui-même
- 2005 : Le Biz des Nôtres (court métrage) avec Larbi Naceri, Kamelancien, Rim'K, Demon One.. : lui-même
- 2009 : La Note du Crime (court métrage) avec Chil-p, Mac Tyer.. (réalisé par Chil-p/CduH) : lui-même
- 2009 : Sévère (court métrage) clip + court métrage (réalisé par Chris Macari) : lui-même/alter-égo
- 2009 : Zénith Classics (concert/live) premier DVD de l'artiste (réalisé par François Goetghebeur) : lui-même